# كبية
الكُبَيَّة أو الكُبَيْبة هو جنس من النباتات الاستوائية في عائلة البقول البقولية. يُستخرج من بعض أنواعه عصارة تحمل نفس الاسم: كبية (عصارة)